# Wang Hai
Wang Hai, 王海 (ur. 19 stycznia 1926 w Yantai, zm. 2 sierpnia 2020 w Pekinie
) – generał Sił Powietrznych Chińskiej Armii Ludowo-Wyzwoleńczej, as lotnictwa z dziewięcioma potwierdzonymi  zwycięstwami w wojnie koreańskiej.

## Zarys biografii
Wang Hai brał udział w wojnie koreańskiej jako dowódca jednostki lotniczej Chińskich Ochotników w odparciu ofensywy wojsk amerykańskich na Koreę Północną w 1951. Dowodzona przez Wanga Hai jednostka wzięła udział w ponad 80 walkach powietrznych z lotnictwem USA, w których zniszczyła lub uszkodziła 29 samolotów amerykańskich.
Wang Hai zestrzelił cztery i uszkodził pięć samolotów amerykańskich. Po zakończeniu działań wojennych Wang został odznaczony państwowymi odznaczeniami: Wojennym Medalem Bohatera i Medalem za Chwalebną Służbę. Był kilkakrotnie promowany na wyższe stanowiska wojskowe. Pełnił funkcję dowódcy Rejonu Wojskowego Guangzhou (chiń. upr. 广州军区; chiń. trad. 廣州軍區; pinyin Guǎngzhōu Jūnqū), będąc jednocześnie wiceprzewodniczącym tamtejszego komitetu Komunistycznej Partii Chin. W 1985 objął stanowisko dowódcy Sił Powietrznych Chińskiej Armii Ludowo-Wyzwoleńczej. Przeszedł w stan spoczynku w 1992. W sierpniu 1998 został awansowany do stopnia marszałka lotnictwa.

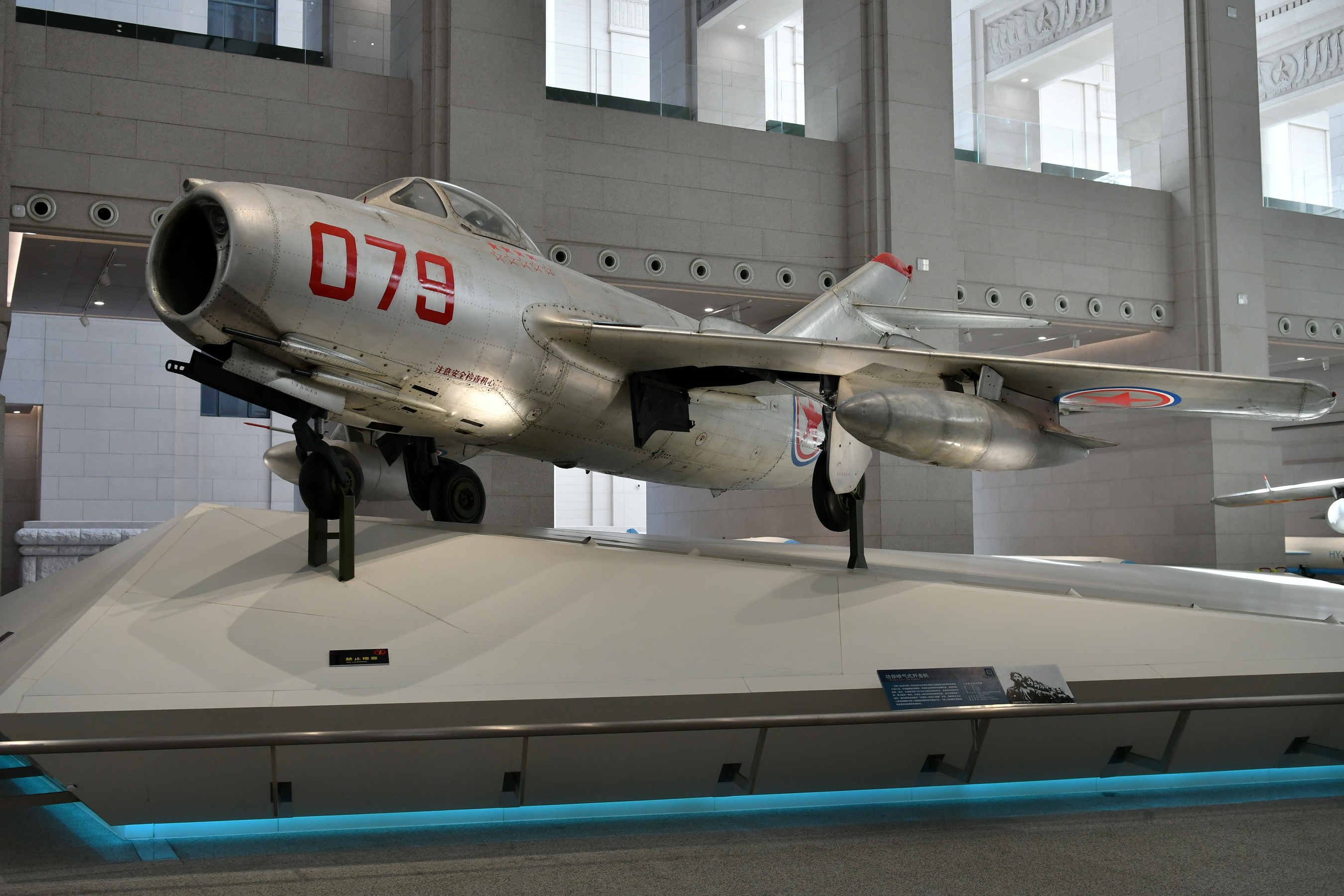
MiG-15 - 079